# Daknamstadion
Daknamstadion – stadion piłkarski, położony w mieście Lokeren, Belgia. Swoje mecze na tym obiekcie rozgrywa zespół KSC Lokeren. Jego pojemność wynosi 9271 miejsc.